# Carlos Cavazo
Carlos Cavazo (1957. július 8. –) amerikai gitáros. Egykor tagja volt a Quiet Riot-nak is. Azután csatlakozott a zenekarhoz, miután Randy Rhoads elhagyta azt, a '80-as évek elején. Végül 2004-ben, 22 év után hagyta el az együttest.
1957. július 8-án született Kalifornia déli részén. Édesapja, Robert Mexikóvárosból származik, és onnan költözött át az Egyesült Államokba. Első zenekarát Tony nevű bátyjával (aki szintén tagja volt a  QR-nak) hozta létre, Speed of Light néven. Később bátyjával együtt tagjai lettek a Snow nevű együttesnek, mellyel felvették első lemezüket 1981-ben. A Snow társaságában klubokban zenélt. Cavazo később megalapította a Hollywood Allstarz zenekart, a basszusgitáros Jimmy Bain, és a dobos Vinny Appice társaságában. Utóbbi tagja volt a Black Sabbath-nak, a Dio-nak, és dobosa a Heaven and Hell-nek.
2008 óta a Ratt gitárosa, John Corabi helyett.

## Diszkográfiája
Snow
- 1981 Snow

Quiet Riot
- 1983 Metal Health
- 1984 Condition Critical
- 1986 QRIII
- 1988 Quiet Riot
- 1993 Terrified
- 1995 Down to the Bone
- 1999 Alive and Well
- 2001 Guilty Pleasures

Hear 'n Aid
- 1985 Hear 'n Aid

Power Project
- 2006 Dinosaurs